# ديفيد سنكلير (لاعب كرة قدم)
ديفيد سنكلير (بالإنجليزية: David Sinclair)‏ (23 يوليو 1990 بغلاسكو في المملكة المتحدة - ) هو لاعب كرة قدم بريطاني في مركز الوسط. لعب مع نادي كلايد وBÍ/Bolungarvík ‏ ونادي ستيرلينغ ألبيون وأردريونيانز وMackay Wanderers FC ‏ ونادي آير يونايتد ونادي ليفينغستون لكرة القدم.

## وصلات خارجية
- ديفيد سنكلير (لاعب كرة قدم) على موقع قاعدة بيانات كرة القدم.إي يو (الإنجليزية)
- ديفيد سنكلير (لاعب كرة قدم) على موقع Soccerbase.com (لاعب) (الإنجليزية)